# 次世代お笑い戦隊ギャグレンジャー
『次世代お笑い戦隊ギャグレンジャー』とは、よしもと漫才劇場などで活動している若手芸人6人で結成したユニット「ギャグレンジャー」と讀賣テレビがコラボし、 「ギャグレンジャー」をメインキャストに起用した関西ローカル深夜ドラマバラエティ番組である。

## 概要
「一瞬で笑える「ギャグ」を全面に打ち出したオールギャグバラエティ番組」と題して、
ジュリエッタ・藤本（ギャグレッド）が率いる次世代ギャガー軍団「ギャグレンジャー」が、レジェンドギャガーFUJIWARA・原西率いる謎の組織「ブラックギャガ―団」に渾身のギャグで立ち向かう戦隊ドラマ仕立ての構成で展開される。
視聴率
- 初回放送（第1弾）、2020年1月21日(火)24:59～26:04放送 ／ 世帯視聴率3.2％（占拠23％）※横並びトップ[1]
- 第2回放送、2020年9月22日(火)24:59～26:04放送 ／公開なし

オープニング・テーマ曲
「次世代お笑い戦隊ギャグレンジャー」のテーマ曲、PV映像を作成し、番組冒頭での放送に加え、放送前にPR目的でツイッターの番組公式アカウントに投稿された。

## 出演者
【次世代お笑い戦隊 ギャグレンジャー】
◆ギャグレッド　藤本聖（ジュリエッタ）　ギャグレンジャーのリーダー。
◆ギャグピンク　きむきむ（パーティーパーティー）
◆ギャグブラック　今井将人（ヒガシ逢ウサカ）
◆ギャグブルー　　はじり（ネイビーズアフロ）
◆ギャググリーン　関谷（エジソン）
◆ギャグイエロー　きむらバンド（たくろう）
【ギャグレンジャーの仲間たち】
◆司令官　　　　　瀬戸洋祐（スマイル）
◆司令官補佐　　　佐藤佳奈（読売テレビアナウンサー）
◆盛山博士　　　　盛山晋太郎（見取り図）
【ブラックギャガー団】
◆ハラニシ　　　原西孝幸　ブラックギャガ―団のボス。
第1弾にて登場
◆しもばやし　　しもばやし（ファミリーレストラン）
◆よしたか　　　ウーイェイよしたか（スマイル）
第2弾にて登場
◆クマプロ　　　熊元プロレス（紅しょうが）
◆フースーヤ　　フースーヤ

## 公式アカウント
- 番組HP　次世代お笑い戦隊ギャグレンジャー2　～レジェンドギャガーを打ち破れ！！～ (ytv.co.jp)
- Twitter　次世代お笑い戦隊ギャグレンジャー２【ytv公式だ🔥】さん (@ytvgagrangers) / Twitter
- TikTok　次世代お笑い戦隊ギャグレンジャー (@ytvgagrangers) 公式TikTok